# Mont Osore

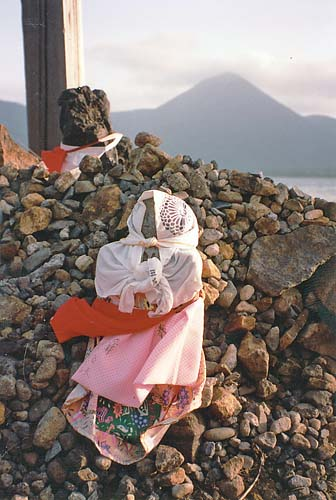
Jizō d'un enfant.

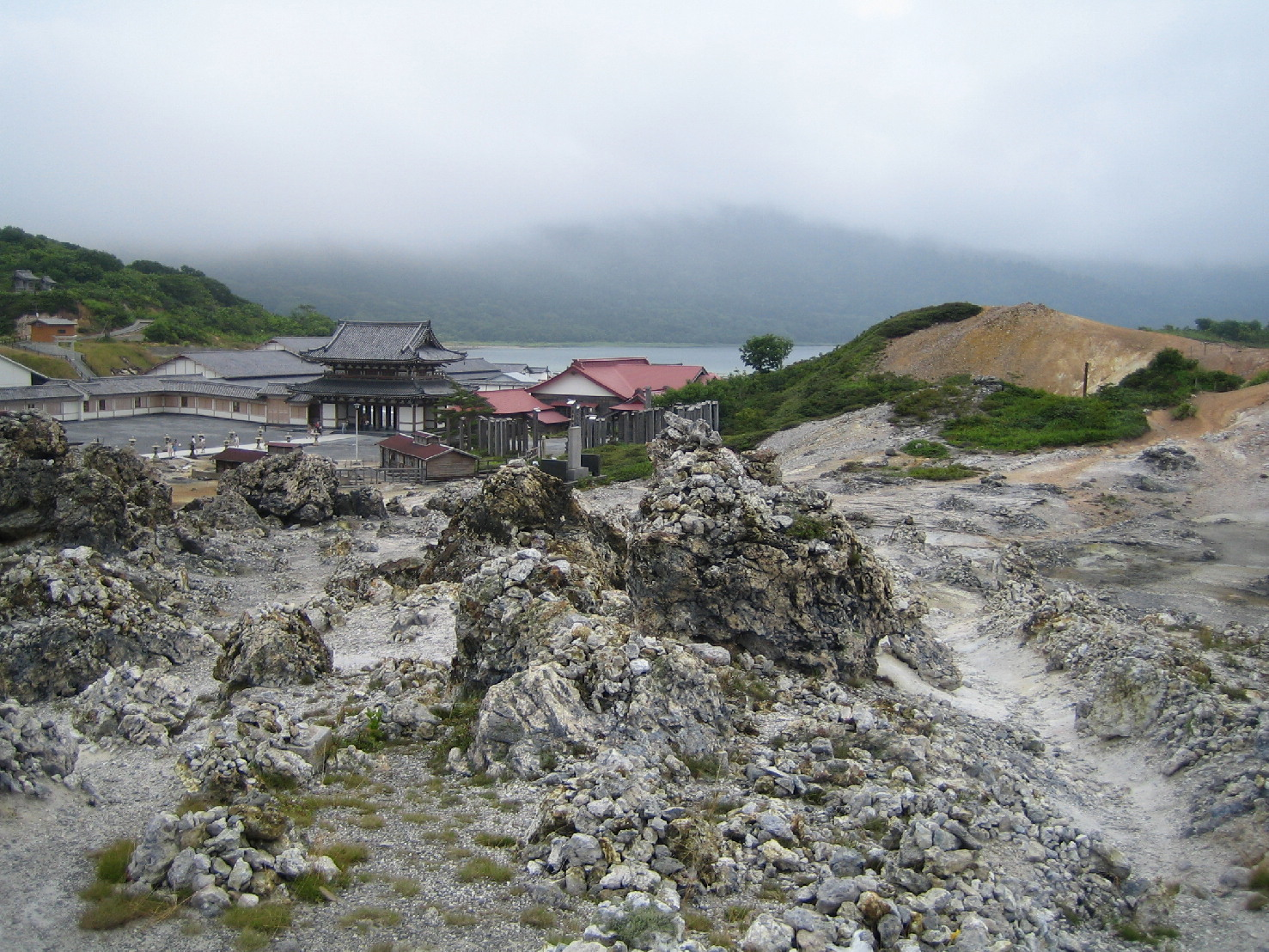
Vue sur le mont Osore et le lac Usori.

Le mont Osore (恐山, Osorezan, littéralement « Mont de la peur ») est une région située au centre de la péninsule de Shimokita dans la préfecture d'Aomori au Japon.
Selon la mythologie japonaise, le mont Osore marque l'entrée des Enfers, avec un petit ruisseau du lac d'Usoriko (en) (宇曽利湖) qui est assimilé à la Sanzu-no-kawa, l'équivalent japonais du Styx. Cette réputation n'est pas étonnante, étant donné que la région est très volcanique et que le paysage est carbonisé avec des vapeurs nocives et des roches aux couleurs surnaturelles.

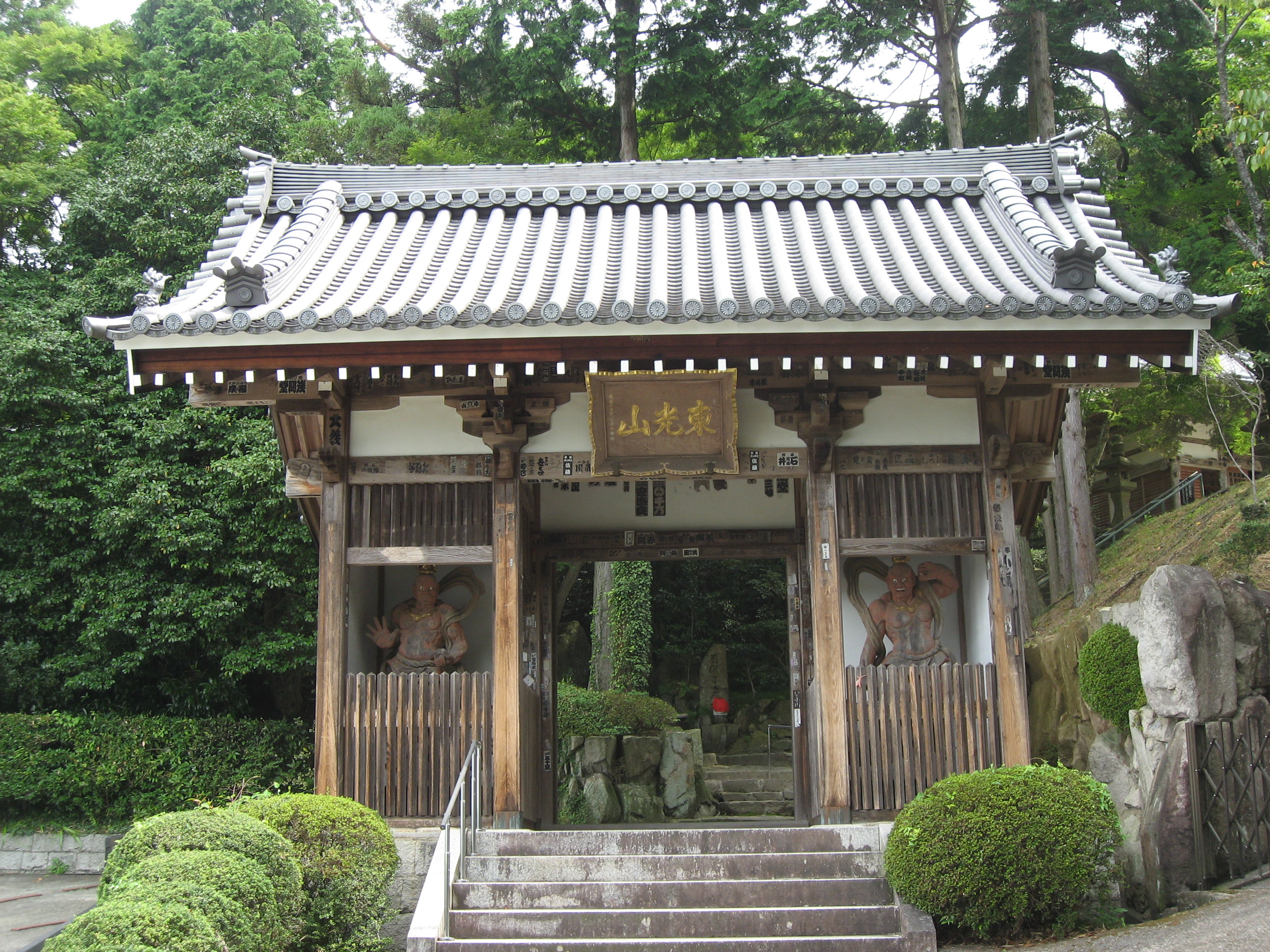
Bodai-ji (temple Bodai).

Le Bodai-ji (« temple Bodai »), surplombant la région, organise tout événement principal du secteur, comme le festival d'Itako taisai. Cette grande fête dure cinq jours et commence le 20 juillet. Pendant un rituel appelé kuchiyose (口寄せ), des médiums aveugles nommés itako prétendent rassembler les âmes des morts et communiquer avec celles-ci.